# Guinetia
Guinetia es un género monotípico de árbol perteneciente a la familia de las fabáceas.  Su única especie: Guinetia tehuantepecensis, es originaria de  México en el Estado de Oaxaca en el Municipio de Salina Cruz.

## Taxonomía
Guinetia tehuantepecensis fue descrita por L.Rico & M.Sousa y publicado en  Kew Bulletin 54(4): 977–980, f. 1–2. 1999.